# Акапанарі
Острів Акапана́рі (яп. 赤離島, あかぱなりじま, Акапанарі-Дзіма, Акаханаре) — невеликий острів в острівній групі Яеяма островів Сакісіма архіпелагу Рюкю. Адміністративно відноситься до округу Такетомі повіту Яеяма префектури Окінава, Японія.
Незаселений острів розташований біля північного узбережжя острова Іріомоте.
Площа становить 0,01 км², висота 11 м.